# We Are the Others
Albums de Delain
April Rain
(2009) The Human Contradiction
(2014)
We Are the Others est le troisième album du groupe de metal symphonique néerlandais Delain, publié le 4 juin 2012 par Roadrunner Records.

## Listes des chansons
| No  | Titre                                    | Durée |
| --- | ---------------------------------------- | ----- |
| 1.  | Mother Machine                           | 4:34  |
| 2.  | Electricity                              | 4:14  |
| 3.  | We Are the Others                        | 3:17  |
| 4.  | Milk and Honey                           | 4:26  |
| 5.  | Hit Me With Your Best Shot               | 3:59  |
| 6.  | I Want You                               | 4:52  |
| 7.  | Where Is the Blood (avec Burton C. Bell) | 3:16  |
| 8.  | Generation Me                            | 3:43  |
| 9.  | Babylon                                  | 4:06  |
| 10. | Are You Done with Me                     | 3:05  |
| 11. | Get the Devil Out of Me                  | 3:21  |
| 12. | Not Enough                               | 4:43  |

## Membres du groupe
- Charlotte Wessels : chant
- Sander Zoer : batterie
- Otto Schimmelpenninck : basse
- Timo Somers : guitare
- Martijn Westerholt : claviers